# Sylvia balearica
La curruca balear (Curruca balearica) es una especie de ave paseriforme de la familia Sylviidae endémica del archipiélago español de las islas Baleares, está presente en Mallorca, Ibiza, Formentera, Cabrera y otras islas más pequeñas, pero falta en Menorca. Fue considerada una subespecie de la curruca sarda (Curruca sarda), aunque en la actualidad se consideran especies claramente separadas.

## Descripción
La curruca balear mide alrededor de 12,5 cm de largo, incluida su larga cola. Los machos en primavera presentan el plumaje de sus partes superiores de color gris azulado y el de las inferiores de color crema con ligeros tonos rosados, con la garganta blanquecina y una mancha negruzca que se extiende desde el lorum por la parte frontal del rostro. Las hembras en cambio tienen las partes superiores de tonos grises parduzcos y las inferiores de color crema grisáceo, sin apenas rastros oscuros en el rostro. Los machos fuera de la época reproductiva adquieren tonalidades más próximas a las de las hembras. Los adultos presentan anillos perioculares de color rojo anaranjado y el iris de los ojos naranja. Su pico es recto y puntiagudo, con la base anaranjada y la punta negruzca. Sus patas son anaranjadas. Los juveniles tienen un plumaje similar al de las hembras, con anillos perioculares blanquecinos y las patas amarillentas.
Se diferencia de la curruca sarda por tener la cola más larga y el cuerpo ligeramente más pequeño y esbelto. Además el plumaje de la curruca sarda es más grisáceo y tiene la garganta más oscura que la curruca balear. Los cantos de ambas son tan diferentes que ninguna de las dos responde a las grabaciones de la otra, siendo esto uno de los principales argumentos para considerarlas especies separadas. La curruca rabilarga (Sylvia undata), con la que coincide en el noreste de Mallorca, tiene unas proporciones corporales similares a la curruca balear, pero se diferencian fácilmente por carecer la balear de la coloración vinosa que tiene la curruca rabilarga en las partes inferiores.

## Distribución
Se encuentra en todas las islas principales de Baleares salvo Menorca, que está ocupada por la curruca rabilarga. 
Su hábitat natural es el matorral mediterráneo, desde la garriga baja al sabinar. Evita los bosques con árboles altos y los campos de cultivo.

## Comportamiento
La curruca balear es principalmente insectívora. A diferencia de la curruca sarda que migra al norte de África, la curruca balear es una especie sedentaria que no abandona el archipiélago balear en invierno, aunque los individuos que crían en las zonas más altas puedan desplazarse a zonas costeras cuando bajan las temperaturas.